# Chrysotus polleti
Chrysotus polleti är en tvåvingeart som beskrevs av Olejnicek 1999. Chrysotus polleti ingår i släktet Chrysotus och familjen styltflugor. Inga underarter finns listade i Catalogue of Life.